# Team Saxo-Tinkoff/Saison 2013
Dieser Artikel listet Erfolge und Fahrer des Radsportteams Saxo-Tinkoff in der Saison 2013 auf.

## Erfolge in der UCI World Tour
| Datum      | Rennen                    | Sieger          |
| ---------- | ------------------------- | --------------- |
| 14. April  | Amstel Gold Race          | Roman Kreuziger |
| 25. August | 2. Etappe Vuelta a España | Nicolas Roche   |
| 29. August | 6. Etappe Vuelta a España | Michael Mørkøv  |

## Erfolge in der UCI America Tour
| Datum      | Rennen                     | Kat. | Fahrer           |
| ---------- | -------------------------- | ---- | ---------------- |
| 26. Januar | 6. Etappe Tour de San Luis | 2.1  | Alberto Contador |

## Erfolge in der UCI Asia Tour
| Datum       | Rennen    | Kat. | Sieger         |
| ----------- | --------- | ---- | -------------- |
| 20. Oktober | Japan Cup | 1.HC | Michael Rogers |

## Erfolge in der UCI Europe Tour
| Datum     | Rennen                                 | Kat. | Fahrer         |
| --------- | -------------------------------------- | ---- | -------------- |
| 23. Juni  | Dänische Meisterschaft – Straßenrennen | CN   | Michael Mørkøv |
| 1. August | 2. Etappe Post Danmark Rundt           | 2.HC | Matti Breschel |
| 2. August | 3. Etappe Post Danmark Rundt           | 2.HC | Matti Breschel |

## Zugänge – Abgänge
| Zugänge         | Team 2012                         | Abgänge               | Team 2013                  |
| --------------- | --------------------------------- | --------------------- | -------------------------- |
| Nicolas Roche   | AG2R La Mondiale                  | David Tanner          | Belkin-Pro Cycling Team    |
| Roman Kreuziger | Astana Pro Team                   | Lucas Sebastián Haedo | Cannondale Pro Cycling     |
| Jewgeni Petrow  | Astana Pro Team                   | Nick Nuyens           | Garmin Sharp               |
| Timothy Duggan  | Liquigas-Cannondale               | Jarosław Marycz       | CCC Polsat Polkowice       |
| Matti Breschel  | Rabobank Cycling Team             | Daniel Navarro        | Cofidis, Solutions Crédits |
| Daniele Bennati | RadioShack-Nissan                 | Kasper Klostergård    | Concordia Forsikring-Riwal |
| Oliver Zaugg    | RadioShack-Nissan                 | Troels Vinther        | Team Cult Energy           |
| Michael Rogers  | Sky ProCycling                    | Juan José Haedo       | Jamis-Hagens Berman        |
| Rory Sutherland | UnitedHealthcare Pro Cycling Team | Luke Roberts          | Team Stölting              |
| Marko Kump      | Adria Mobil                       | Wolodymyr Hustow      | Unbekannt                  |
| Jay McCarthy    | Team Jayco-AIS                    | Ran Margaliot         | Unbekannt                  |

## Mannschaft
| Name                 | Geburtstag         | Nationalität       |              |
| -------------------- | ------------------ | ------------------ | ------------ |
| Daniele Bennati      | 24. September 1980 | Italien            |              |
| Manuele Boaro        | 12. März 1987      | Italien            |              |
| Matti Breschel       | 31. August 1984    | Dänemark           |              |
| Jonathan Cantwell    | 8. Januar 1982     | Australien         |              |
| Mads Christensen     | 6. April 1984      | Dänemark           |              |
| Alberto Contador     | 6. Dezember 1982   | Spanien            |              |
| Timothy Duggan       | 14. November 1982  | Vereinigte Staaten |              |
| Jesús Hernández      | 28. September 1981 | Spanien            |              |
| Jonas Aaen Jørgensen | 20. April 1986     | Dänemark           |              |
| Christopher Juul     | 6. Juli 1989       | Dänemark           |              |
| Roman Kreuziger      | 6. Mai 1986        | Tschechien         |              |
| Karsten Kroon        | 29. Januar 1976    | Niederlande        |              |
| Marko Kump           | 9. September 1988  | Slowenien          |              |
| Anders Lund          | 14. Februar 1985   | Dänemark           |              |
| Rafał Majka          | 12. September 1989 | Polen              |              |
| Jay McCarthy         | 8. September 1992  | Australien         |              |
| Takashi Miyazawa     | 27. Februar 1978   | Japan              |              |
| Michael Mørkøv       | 30. April 1985     | Dänemark           |              |
| Benjamín Noval       | 23. Januar 1979    | Spanien            |              |
| Sérgio Paulinho      | 26. März 1980      | Portugal           |              |
| Jewgeni Petrow       | 25. Mai 1978       | Russland           |              |
| Bruno Pires          | 15. Mai 1981       | Portugal           |              |
| Nicolas Roche        | 3. Juli 1984       | Irland             |              |
| Michael Rogers       | 20. Dezember 1979  | Australien         |              |
| Chris Anker Sørensen | 5. September 1984  | Dänemark           |              |
| Nicki Sørensen       | 14. Mai 1975       | Dänemark           |              |
| Rory Sutherland      | 8. Februar 1982    | Australien         |              |
| Matteo Tosatto       | 14. Mai 1974       | Italien            |              |
| Oliver Zaugg         | 9. Mai 1981        | Schweiz            |              |
| Stagiaires           | Stagiaires         | Nationalität       | Nationalität |
| Jesper Hansen        | Jesper Hansen      | Dänemark           |              |
| Paweł Poljański      | Paweł Poljański    | Polen              |              |